# Неботов, Семён Петрович
Семён Петрович Неботов (январь 1914 — 1968) — передовик советского сельского хозяйства, комбайнёр свеклосовхоза имени Кагановича Министерства пищевой промышленности СССР, Тбилисский район Краснодарского края, Герой Социалистического Труда (1950).

## Биография
Родился в 1914 году в деревне Труновка Ставропольского уезда Ставропольской губернии, ныне село Труновское Ставропольского края в русской крестьянской семье. С детских лет трудился в сельском хозяйстве, самостоятельно приобрёл навыки управления трактором. Окончив курсы, стал работать механизатором в Кропоткинском районе Краснодарского края.
В 1943 году был призван в Красную Армию по мобилизации. Участник Великой Отечественной войны с февраля 1943 года. Служил водителем продовольственного транспорта 30-й кавалерийской дивизии 4-го гвардейского Кубанского казачьего кавалерийского ордена Ленина Краснознамённого орденов Суворова и Кутузова корпуса. Награждён медалью «За отвагу».
Демобилизовавшись, Семён Петрович продолжил работать механизатором в свеклосовхозе имени Кагановича в посёлке Мирской Тбилисского района. В 1948 году на комбайне «Сталинец-1» Неботов за 25 рабочих дней намолотил с убранной им площади 10,66 тысячи центнеров зерновых культур.
За достижение высоких показателей на уборке и обмолоте зерновых культур в 1948 году, Указом Президиума Верховного Совета СССР от 5 октября 1949 года Семёну Петровичу Неботову было присвоено звание Героя Социалистического Труда с вручением ордена Ленина и золотой медали «Серп и Молот».
В уборочную страду 1950 года комбайнёр намолотил свыше 10 центнеров зерна и был награждён вторым орденом Ленина.
Проживал в посёлке Мирской ныне — Кавказского района. Умер в 1968 году.

## Награды
За трудовые успехи удостоен:
- золотая звезда «Серп и Молот» (05.10.1949),
- два ордена Ленина (05.10.1949, 15.08.1951),
- Медаль За отвагу (14.06.1945),
- другие медали.